# Michał Garcarz
Michał Garcarz – polski językoznawca, prof. dr hab. nauk humanistycznych, profesor nadzwyczajny Instytutu Filologii Angielskiej Wydziału Filologicznego Uniwersytetu Wrocławskiego i Wyższej Szkoły Bankowej we Wrocławiu.

## Życiorys
12 grudnia 2006 obronił pracę doktorską Przekład slangu w filmie. Telewizyjne przekłady filmów amerykańskich na język polski, 18 marca 2014 habilitował się na podstawie pracy zatytułowanej Afroamerykański slang hip-hopowy: Socjolingwistyczne studium mowy ulicy. Jest zatrudniony na stanowisku profesora nadzwyczajnego w Wyższej Szkole Bankowej we Wrocławiu, oraz w Instytucie Filologii Angielskiej na Wydziale Filologicznym Uniwersytetu Wrocławskiego.